# Zachobiella jacobsoni
Zachobiella jacobsoni är en insektsart som beskrevs av Esben-petersen 1926. Zachobiella jacobsoni ingår i släktet Zachobiella och familjen florsländor. Inga underarter finns listade i Catalogue of Life.